# Самуель Нонго
Самуель Бакія Нонго (фр. Samuel Bakia Nongoh; нар. 4 березня 2004, Дуала, Камерун) — камерунський футболіст, нападник рівненського «Вереса».

## Клубна кар'єра
Народився в столиці Камеруну, місті Дуала. Вихованець камерунського клубу «Дофін» (2015—2017, 2019—2022) та марокканської «Академії Монпельє» (2019). У 2022 році перебував у заявці першої команди «Дофіна», але інформація про зхіграні матчі за вище вказаний клуб відсутня.
22 липня 2022 року перебрався до Туреччини, де став гравцем «Адани Демірспор». Першу частину сезону 2022/23 років провів у юнацькій команді клубу, яка виступала в Суперлізі Туреччини (U-19). В 11 матчах юнацької першості відзначився 3-ма голами. За першу команду «Адани» дебютував 8 листопада 2022 року в переможному (4:3) домашньому поєдинку 4-го раунду кубку Туреччини проти «Назили Беледієспора». Самуель вийшов на поле на 46-й хвилині замість Гокхана Торе. Влітку 2023 року отримав шанс проявити себе в дорослій команді «Адани». У турецькій Суперлізі дебютував 30 травня 2023 року в переможному (2:0) домашньому поєдинку 36-го туру проти «Істанбулспора». Нонго вийшов на поле на 79-й хвилині замість Бабанджиде Акінтоли. До завершення сезону 2022/23 років встиг зіграти у 2-х матчах чемпіонату Туреччини та 1-му поєдинку кубку країни.
11 вересня 2023 року для отримання ігрової практики відправився в оренду до хорватського «Славен Белупо». Дебютував за нову команду 24 вересня 2023 року в програному (0:1) домашньому поєдинку 9-го туру чемпіонату Хорватії проти «Рієки». Самуель вийшов на поле на 46-й хвилині замість Матея Шакоти. У першій половині сезону 2023/24 років грав нерегулярно, але після зимової перерви почав виходити на футбольне поле частіше. Єдиним голом за «Славен Белупо» відзначився 26 січня 2024 року на 21-й хвилині нічийного (1:1) виїзного поєдинку 20-го туру чемпіонату Хорватії проти «Вараждина». Нонго вийшов на поле в стартовому складі, на 45+2-й хвилині отримав жовту картку, а на 65-й хвилині його замінив Матей Шакота. У сезоні 2023/24 років зіграв 16 матчів (1 гол) у чемпіонаті Хорватії та 1 поєдинок у кубку Хорватії. По завершенні вище вказаного сезону повернувся до «Адани Демірспор», але за команду більше не грав.
21 серпня 2024 року підсилив «Верес», за даними інтернет-ресурсу Transfermarkt перехід камерунця обійшовся рівнянам у рекордну для клубу суму 100 000 євро.

## Кар'єра в збірній
Учасник юнацького (U-17) чемпіонату світу з футболу 2019 року в Бразилії. На вказаному турнірі дебютував 29 жовтня 2019 року в програному (0:1) поєдинку 1-го туру групи E проти Таджикистану. Самуель вийшов на поле в стартовому складі, а на 83-й хвилині його замінив Арнольд Еба. Окрім вище вказаного поєдинку, виходив також на поле в матчах проти Аргентини та Іспанії. Камерунці посіли в групі E останнє 4-те місце (програли усі 3 поєдинки) та вибула з турніру. Після чого за збірну більше не грав.

## Стиль гри
Здатний зіграти правого та лівого вінґера, а також на позиції форварда.